# Přebor Zlínského kraje 2008/2009
V soubojích 21. ročníku Přeboru Zlínského kraje 2008/09 (jedna ze skupin 5. fotbalové ligy) se utkalo 16 týmů každý s každým dvoukolovým systémem podzim–jaro. Tento ročník začal v sobotu 9. srpna 2008 úvodními sedmi zápasy 1. kola a skončil v neděli 14. června 2009 zbývajícími třemi zápasy odloženého 16. kola.

## Nové týmy v sezoně 2008/09
- Z Divize E 2007/08 sestoupilo do Přeboru Zlínského kraje mužstvo FC Vsetín, z Divize D 2007/08 žádné mužstvo.
- Ze skupin I. A třídy Zlínského kraje 2007/08 postoupila mužstva SK Vlachovice (vítěz skupiny A) a TJ Pilana Zborovice (vítěz skupiny B).

## Konečná tabulka
Zdroje: 
| Poř. | Tým                          | Z  | V  | R  | P  | VG | OG | B  |
| ---- | ---------------------------- | -- | -- | -- | -- | -- | -- | -- |
| 1.   | FC Slovácká Sparta Spytihněv | 30 | 20 | 4  | 6  | 83 | 38 | 64 |
| 2.   | ČSK Uherský Brod             | 30 | 20 | 4  | 6  | 67 | 24 | 64 |
| 3.   | TJ Spartak Hluk              | 30 | 16 | 7  | 7  | 58 | 32 | 55 |
| 4.   | FC Vsetín (S)                | 30 | 15 | 6  | 9  | 55 | 45 | 51 |
| 5.   | TJ Sokol Kateřinice          | 30 | 13 | 9  | 8  | 61 | 35 | 48 |
| 6.   | FC RAK Provodov              | 30 | 13 | 9  | 8  | 54 | 47 | 48 |
| 7.   | FK Vigantice                 | 30 | 14 | 5  | 11 | 50 | 45 | 47 |
| 8.   | FK Dobet Ostrožská Nová Ves  | 30 | 12 | 5  | 13 | 35 | 43 | 41 |
| 9.   | FK Chropyně                  | 30 | 11 | 8  | 11 | 71 | 54 | 41 |
| 10.  | SFK ELKO Holešov             | 30 | 9  | 10 | 11 | 31 | 38 | 37 |
| 11.  | FC Slušovice                 | 30 | 10 | 6  | 14 | 40 | 54 | 36 |
| 12.  | FC Morkovice                 | 30 | 9  | 8  | 13 | 47 | 54 | 35 |
| 13.  | 1. VFC Rožnov pod Radhoštěm  | 30 | 8  | 7  | 15 | 38 | 60 | 31 |
| 14.  | SK Vlachovice (N)            | 30 | 9  | 3  | 18 | 41 | 78 | 30 |
| 15.  | TJ Dolní Němčí               | 30 | 8  | 4  | 18 | 31 | 75 | 28 |
| 16.  | TJ Pilana Zborovice (N)      | 30 | 1  | 7  | 22 | 15 | 82 | 10 |

Poznámky:
- Z = Odehrané zápasy; V = Vítězství; R = Remízy; P = Prohry; VG = Vstřelené góly; OG = Obdržené góly; B = Body; (S) = Mužstvo sestoupivší z vyšší soutěže; (N) = Mužstvo postoupivší z nižší soutěže (nováček)

|  | Postup do Divize D 2009/10                           |
|  | Sestup do I. A třídy Zlínského kraje – sk. A 2009/10 |
|  | Sestup do I. A třídy Zlínského kraje – sk. B 2009/10 |